# Simmone Morrow
Simmone Morrow, född den 31 oktober 1976 i Cowell, South Australia, är en australisk softbollspelare.
Hon tog OS-brons i samband med de olympiska softboll-turneringarna 2000 på hemmaplan i Sydney.
Hon överträffade denna bedrift med att vinna OS-silver fyra år senare vid olympiska sommarspelen 2004 i Aten.